# Pałówko (gromada)
Pałówko – dawna gromada, czyli najmniejsza jednostka podziału terytorialnego Polskiej Rzeczypospolitej Ludowej w latach 1954–1972.
Gromady, z gromadzkimi radami narodowymi (GRN) jako organami władzy najniższego stopnia na wsi, funkcjonowały od reformy reorganizującej administrację wiejską przeprowadzonej jesienią 1954 do momentu ich zniesienia z dniem 1 stycznia 1973, tym samym wypierając organizację gminną w latach 1954–1972.
Gromadę Pałówko z siedzibą GRN w Pałówku utworzono – jako jedną z 8759 gromad na obszarze Polski – w powiecie sławieńskim w woj. koszalińskim na mocy uchwały nr 43/54 WRN w Koszalinie z dnia 5 października 1954. W skład jednostki weszły obszary dotychczasowych gromad Pałówko, Pałowo i Pieszcz ze zniesionej gminy Wrześnica w tymże powiecie. Dla gromady ustalono 10 członków gromadzkiej rady narodowej.
1 stycznia 1958 z gromady Pałówko wyłączono wieś Pieszcz z przysiółkami, włączając je do gromady Postomino w tymże powiecie, po czym gromadę Pałówko zniesiono, a jej (pozostały) obszar włączono do gromady Wrześnica tamże.